# Flavocetraria nivalis
Flavocetraria nivalis, auch als Schneeflechte bezeichnet, ist eine Strauchflechte.

## Beschreibung
An der Basis weist die kraus und aufrecht wachsende, blass grüngelbliche Schneeflechte eine gelbbraune Färbung auf. Das Mark ist weißlich gefärbt. Die einzelnen Lagerlappen haben eine kantige, netzrunzelige Oberfläche, die aus leicht verflachten bis konkaven, nicht rinnigen Abschnitten bestehen. Die Lappen sind 2–10 mm breit.
Sie ist leicht mit der Kapuzenflechte (Flavocetraria cucullata) zu verwechseln, deren Lagerlappen gegen die Basis fast röhrig eingerollt und innen glatt sind.

## Vorkommen
Die Flechte kommt circumpolar in der Tundra der Nordhalbkugel sowie in Gebirgen der tieferen Lagen wie dem Himalaya, Alpen, Pyrenäen, Rocky Mountains, Appalachen etc. vor. Auf der Südhalbkugel wurden bisher Vorkommen in Peru sowie in Chile und Argentinien nachgewiesen. Sie wächst zwischen und auf Felsflächen, sie bevorzugt ebenso lückige Magerrasen. Die Flechtenart ist ein typischer Vertreter windexponierter Zwergstrauchheiden, denen auch im Winter die schützende Schneedecke fehlt.

## Sonstiges
In Bolivien wird ein Tee aus dieser Flechte gegen Höhenkrankheit und Herzprobleme angepriesen. Die Art steht in Deutschland unter Naturschutz.